# Kamienica przy Świętym Marcinie 11 w Poznaniu
Kamienica przy Świętym Marcinie 11 w Poznaniu (także: Kamienica Wicherkiewiczów) – kamienica mieszczańska zlokalizowana przy Świętym Marcinie 11 w Poznaniu, przy kościele św. Marcina.

## Historia
Obiekt został zaprojektowany i wzniesiony w latach 1859–1860 przez Teofila Mateckiego i Stanisława Hebanowskiego (ten drugi był konkurentem Gustava Schultza) na posesji, która sięga aż do ulicy Wysokiej. Sztukaterie wykonał Antoni Krzyżanowski. Budynek stanowił zabezpieczenie finansowe dla pierwszego poznańskiego pomnika Adama Mickiewicza odsłoniętego tu 7 maja 1859. Był też architektonicznym tłem dla tego monumentu. Mieścił sześć mieszkań, z czego trzy były luksusowe i obszerne. Współcześnie i długie lata później uważany był za jeden z najelegantszych adresów w mieście. Budynek był modernizowany w 1881 i rozbudowywany w 1899. W 1892 budynek nabyła rodzina Wicherkiewiczów, a Bolesław Wicherkiewicz otwarł w nim klinikę okulistyczną, w której m.in. leczył jaskrę. Niszczejącą po wojnie kamienicę w 2012 zakupiła poznańska rodzina Jedlińskich i wyremontowała ją do 2015.

## Architektura
Kamienica o klasycyzujących formach ma dwa skrzydła przystające do siebie pod kątem prostym. Od południa do tego zespołu przylega tylna oficyna. Bogaty detal architektoniczny został usunięty podczas przebudowy po 1945. Zachowany jest natomiast wystrój klatki schodowej i sieni przejazdowej (medaliony z alegoriami żywiołów, sztuk pięknych, muzyki i nauk ścisłych).

## Mieszkańcy
W kamienicy zamieszkiwali m.in. Teofil Matecki, Bolesław Krysiewicz i Maria Wicherkiewicz. Bywała tu na licznych spotkaniach inteligencja poznańskiego pozytywizmu. Obecnie funkcjonuje tu restauracja z kuchnią czeską Dřevný Kocůr, a także aparthotel.

## Galeria

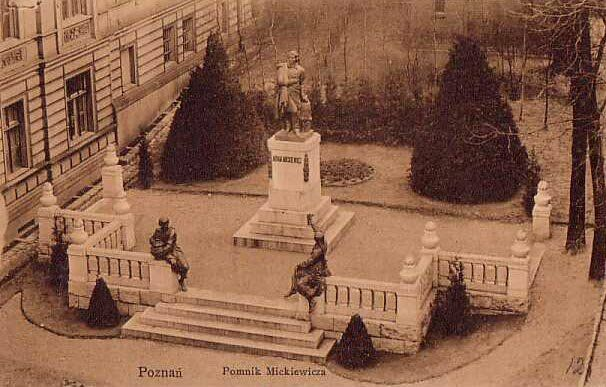
Pierwszy pomnik Adama Mickiewicza w Poznaniu z kamienicą Wicherkiewiczów po lewej
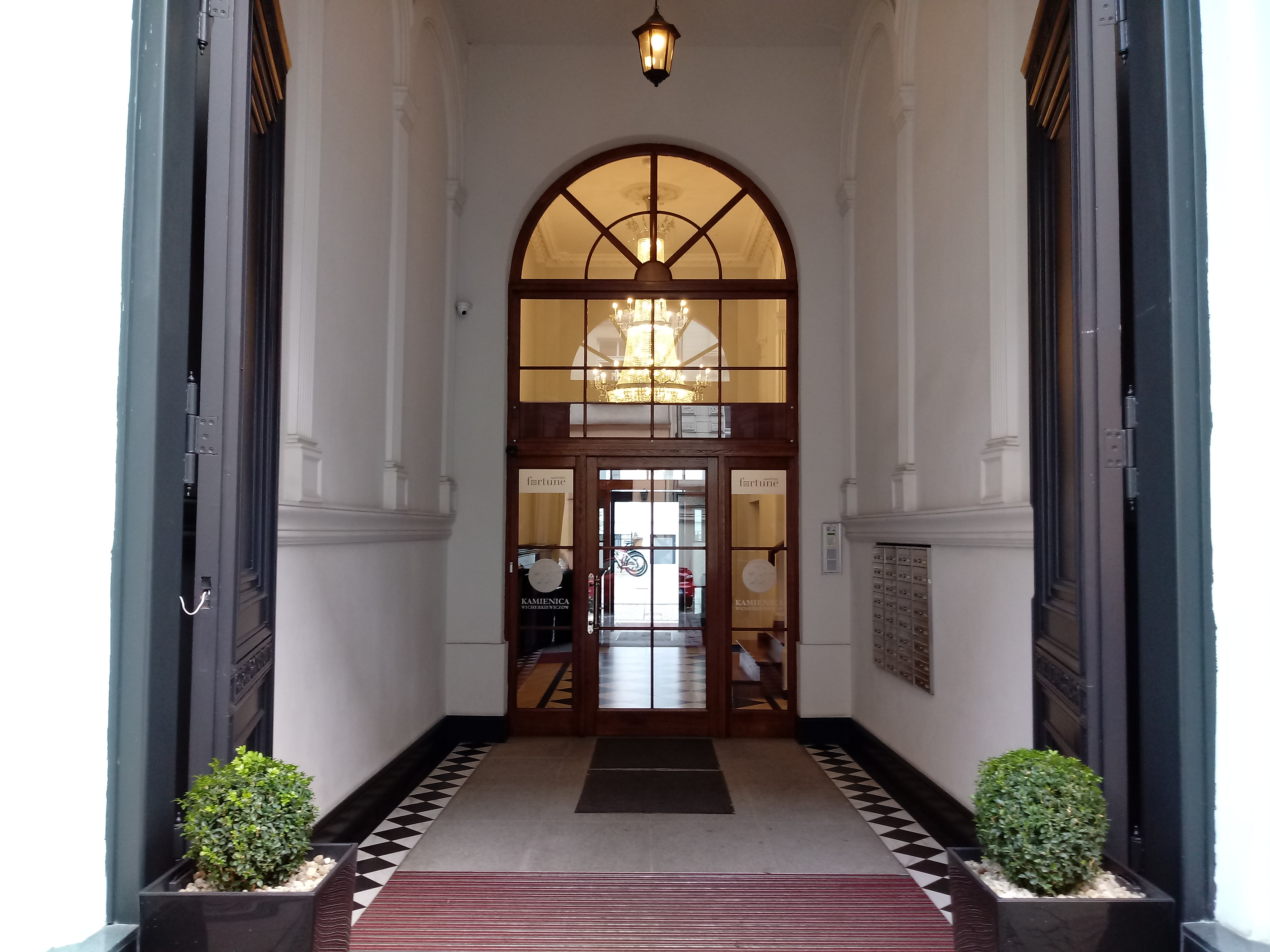
Sień przejazdowa
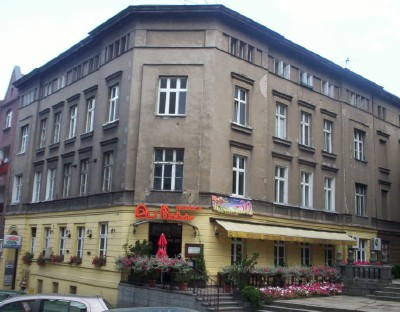
Kamienica w 2015 (przed remontem)